# Кетеринг
Кетеринг (на английски: Kettering) е град в централната част на област Нортхамптъншър - Ийст Мидландс, Англия. Той е административен и стопански център на едноименната община Кетъринг. Населението на града към 2001 година е 51 063 жители.

## География
Кетеринг е разположен в южната част на едноименната община, на около 20 километра североизточно от главния град на графството – Нортхамптън. Столицата Лондон отстои на 130 километра в югоизточна посока.

## Демография
Изменение на населението за период от две десетилетия 1981-2001 година:
| година    | 1981   | 1991   | 2001   |
| --------- | ------ | ------ | ------ |
| население | 44 758 | 47 186 | 51 063 |